# Anton Hofreiter

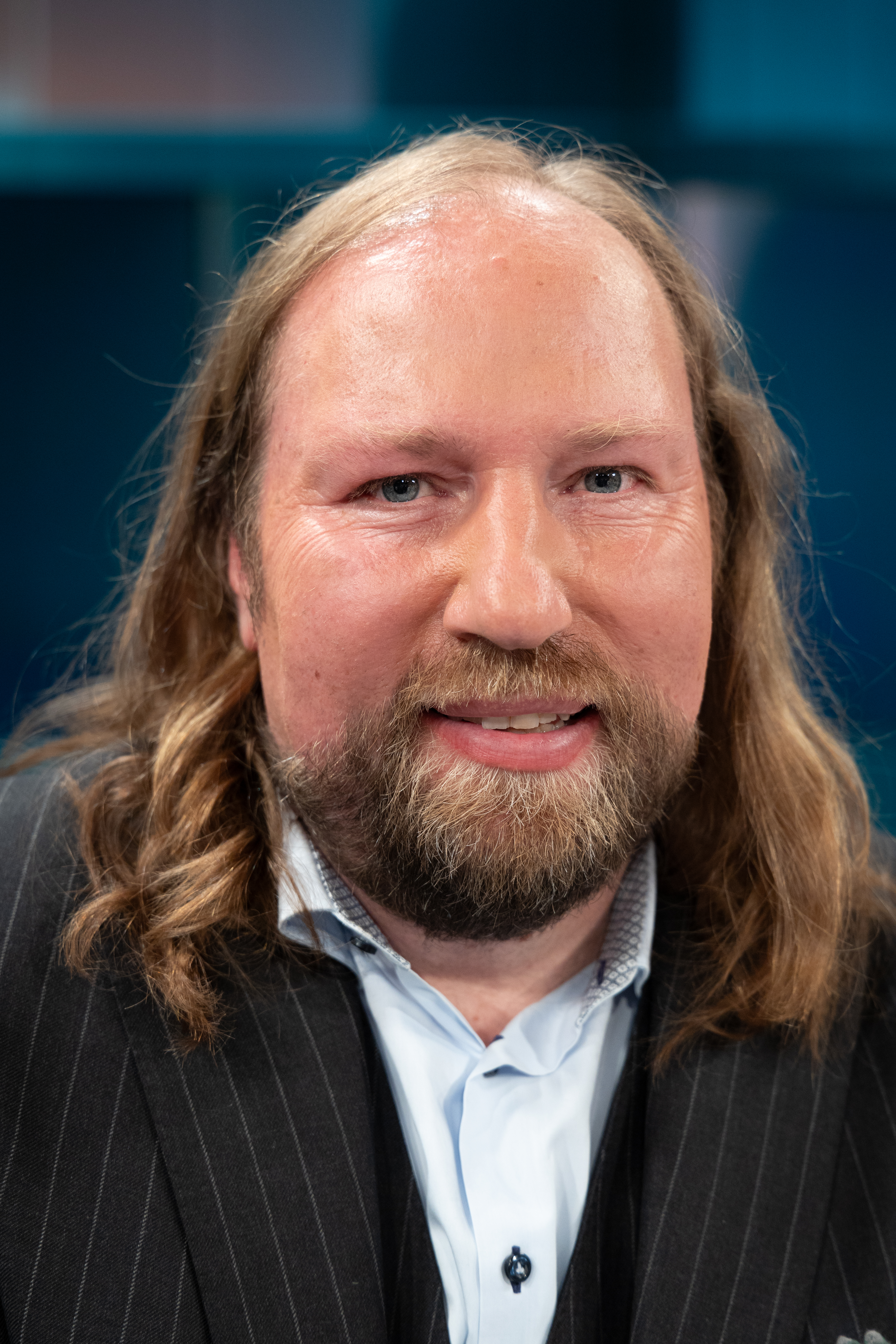
Anton Hofreiter, 2024

Anton Gerhard „Toni“ Hofreiter (* 2. Februar 1970 in München) ist ein deutscher Politiker (Bündnis 90/Die Grünen) und Biologe. Er ist seit 2005 Mitglied des Deutschen Bundestages. Von 2013 bis 2021 war er neben Katrin Göring-Eckardt Vorsitzender der grünen Bundestagsfraktion. Seit Oktober 2021 ist er Vorsitzender des Ausschusses für die Angelegenheiten der Europäischen Union im Bundestag.

## Leben
Hofreiter wurde in München geboren und wuchs in Sauerlach auf. Sein Vater war Ingenieur und arbeitete unter anderem bei der Gesellschaft für Strahlen- und Umweltforschung. Laut eigenen Angaben wurde er 1990 bei der Bundeswehr ausgemustert. Hofreiter ist Vater eines Sohnes.

### Wissenschaftliche Karriere
Ein Jahr nach dem Abitur im Jahr 1990 am Asam-Gymnasium München begann Hofreiter ein Studium der Chemie an der Ludwig-Maximilians-Universität München (LMU). Nach zwei Semestern begann er 1991 ebendort ein Studium der Biologie, das er im Jahre 1997 als Diplom-Biologe abschloss. Im September 2003 wurde er am Institut für Systematische Botanik der LMU mit einer Arbeit über die südamerikanische Pflanzengattung Bomarea zum Dr. rer. nat. bei Hans-Jürgen Tillich promoviert. Anschließend war er bis 2006 an diesem Institut als Postdoktorand tätig. Sein botanisches Autorenkürzel lautet „Hofreiter“.

### Partei
Hofreiter wurde als Schüler im Jahr 1986 Mitglied der Grünen. Von 1988 bis 1995 war er Sprecher des Ortsverbandes Sauerlach und von 1996 bis 2006 Sprecher des Grünen-Kreisverbandes München-Land. Zwischen 2001 und 2006 war er auch Sprecher des Landesarbeitskreises Ökologie. Neben seiner Tätigkeit an der LMU arbeitete er von 1998 bis 2003 für die bayerische Landtagsabgeordnete der Grünen Susanna Tausendfreund und von 2003 bis 2005 für den Abgeordneten Christian Magerl.
Hofreiter war neben Cem Özdemir und Robert Habeck einer der Bewerber zur Urwahl für die Spitzenkandidatur zur Bundestagswahl 2017, bei der er mit 26,19 Prozent den dritten Platz belegte.

### Abgeordneter

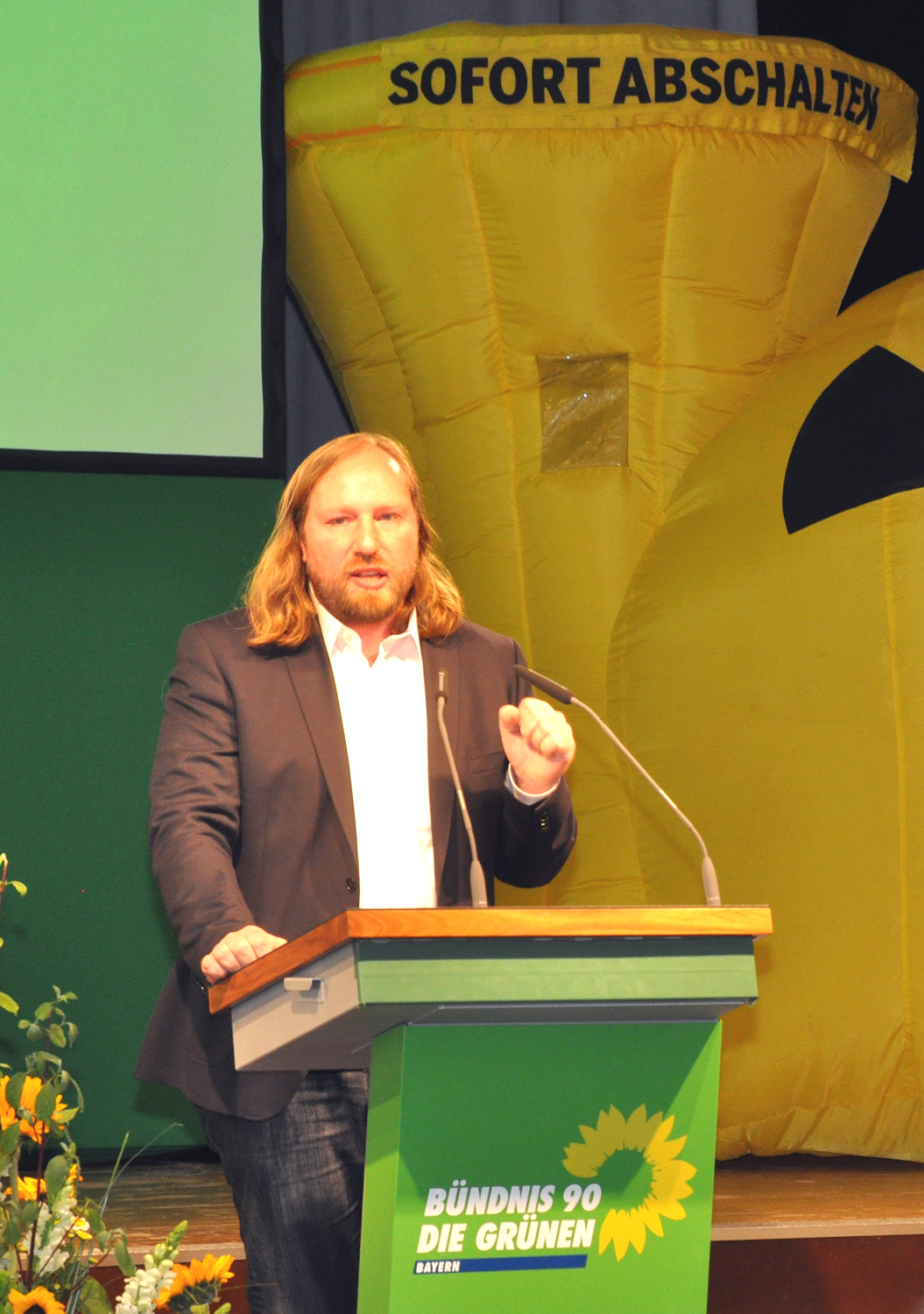
Hofreiter auf dem Ersten kleinen Parteitag von Bündnis 90 / Die Grünen in München, 2016

Von 2002 bis 2005 gehörte Hofreiter dem Gemeinderat seines Wohnortes Sauerlach an. Von 2002 bis 2014 war er Mitglied des Kreistags des Landkreises München.
Seit 2005 ist er Mitglied des Deutschen Bundestages, in den er stets – zuletzt 2021 – über die Landesliste Bayern gewählt wurde. Sein Wahlkreis ist München-Land. Im 16. Bundestag von 2005 bis 2009 war er Obmann seiner Fraktion im Ausschuss für Verkehr, Bau und Stadtentwicklung. Er ist Gründungsmitglied der parlamentarischen Gruppe Frei fließende Flüsse.
Am 8. Juni 2011 wurde er als Nachfolger von Winfried Hermann einstimmig zum Vorsitzenden des Ausschusses für Verkehr, Bau und Stadtentwicklung im Deutschen Bundestag gewählt. Bis zu seiner Wahl zum Ausschussvorsitzenden war er verkehrspolitischer Sprecher der Fraktion Bündnis 90/Die Grünen.
Nach der Bundestagswahl 2013 bewarb er sich um den Vorsitz der Bundestagsfraktion seiner Partei. Am 8. Oktober 2013 wurde er von 49 der 61 Grünen-Bundestagsabgeordneten in dieses Amt gewählt, das er mit der Co-Vorsitzenden Katrin Göring-Eckardt teilte.
Im Mai 2014 wurde durch einen Bericht der Bild-Zeitung bekannt, dass Hofreiter von 2005 bis 2014 seine Berliner Zweitwohnung nicht angemeldet und dafür keine Zweitwohnungsteuer gezahlt hatte. Hofreiter gab dazu an, dass er die Anmeldung aus den Augen verloren gehabt habe und zahlte Steuern in Höhe von 2475 Euro nach.
Bei der Neuwahl zum Fraktionsvorstand im Herbst 2019 setzte sich Hofreiter zusammen mit seiner Co-Fraktionschefin Göring-Eckardt in einer Kampfabstimmung gegen die beiden Herausforderer Cem Özdemir und Kirsten Kappert-Gonther erneut als Fraktionsvorsitzender durch. Er erhielt bei der fraktionsinternen Wahl 58,21 Prozent der Stimmen.

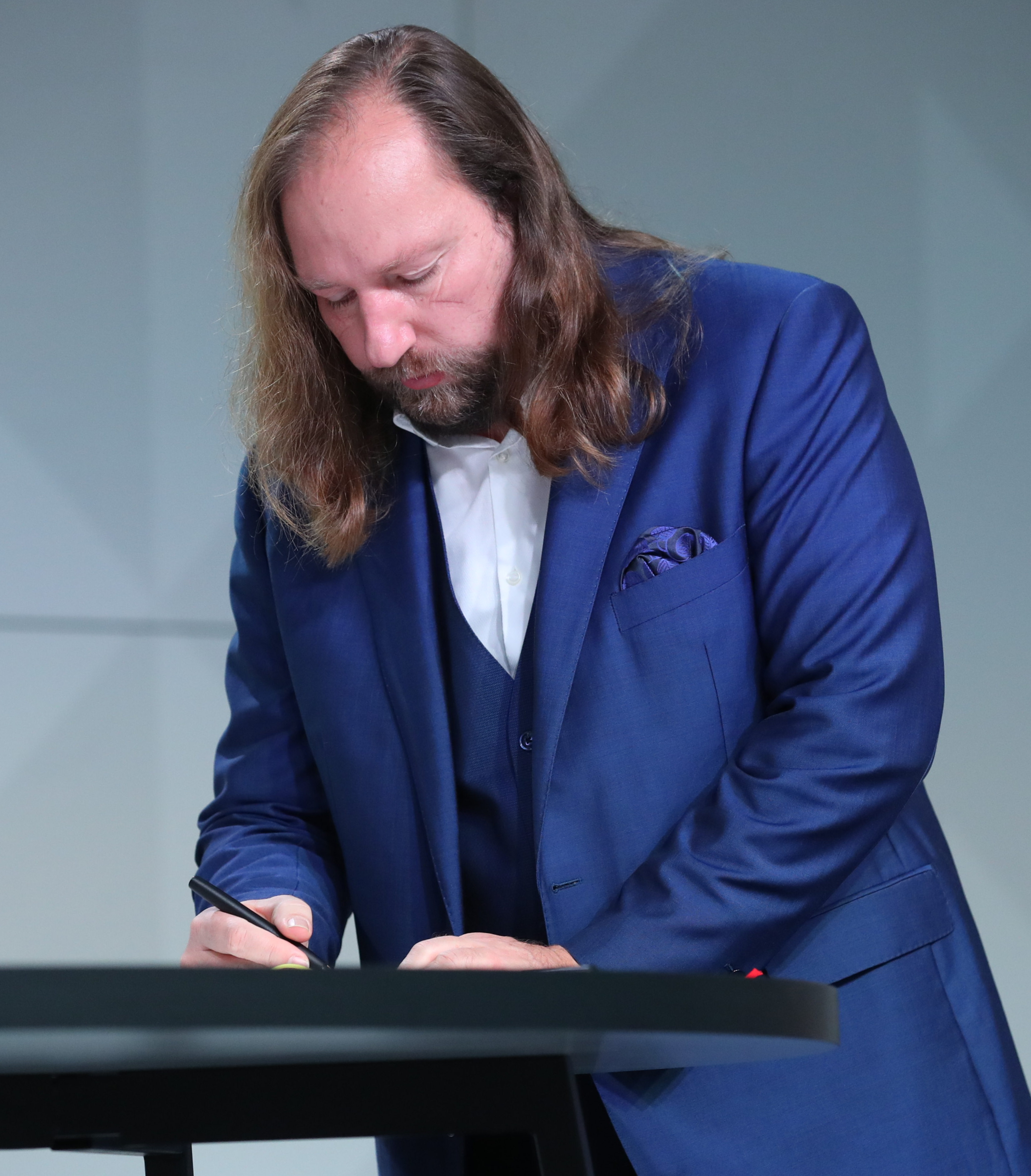
Hofreiter bei der Unterzeichnung des Koalitionsvertrages der Ampelparteien im Dezember 2021

Bei der Bundestagswahl 2021 zog er erneut über die Landesliste in den Bundestag ein. Im Zuge der Koalitionsverhandlungen für ein mögliches künftiges Kabinett Scholz war Hofreiter im Gespräch für das Amt des Bundeslandwirtschaftsministers. Der Bundesvorstand nominierte für dieses Amt jedoch Cem Özdemir. Im Dezember 2021 legte Hofreiter den Fraktionsvorsitz nieder. Seit 2021 ist er Vorsitzender des Ausschusses für die Angelegenheiten der Europäischen Union.
In dieser Funktion reiste er am 12. April 2022, zu einem frühen Zeitpunkt nach Beginn des russischen Angriffskrieges auf die Ukraine, gemeinsam mit Michael Roth (SPD), dem Vorsitzenden des Auswärtigen Ausschusses, und Marie-Agnes Strack-Zimmermann (FDP), der Vorsitzenden des Verteidigungsausschusses, als erste hochrangige Vertreter des Bundestages nach Lwiw (Lemberg) in die Westukraine. Sie führten dort Gespräche mit mehreren hochrangigen Vertretern des ukrainischen Parlaments, besuchten ein Krankenhaus mit Verwundeten des Krieges und eine von Russland zerstörte Raffinerie.
Bei der Bundestagswahl 2025 kandidierte Anton Hofreiter im Bundestagswahlkreis München-Land und unterlag mit 19,6 Prozent Florian Hahn. Er zog dann über die Landesliste der Bayerischen Grünen in den 21. Deutschen Bundestag ein.
Hofreiter ist seit 2021 Vorsitzender im Ausschuss für die Angelegenheiten der Europäischen Union. Nach der Bundestagswahl 2025 wurde er als Ausschuss-Vorsitzender wiedergewählt.

## Politische Positionen
Parteiintern sowie seitens der Medien und der Öffentlichkeit wird Hofreiter dem linken Flügel der Grünen zugeordnet. Auf einer Veranstaltung zur Landtagswahl in Bayern 2023 nannte er in Marktheidenfeld im September 2023 die AfD „eine Partei, die überwiegend aus Landesverrätern besteht“ und wahrscheinlich aus Russland bezahlt werde.

### Umwelt-, Klima- und Agrarpolitik
Hofreiter setzt sich für ein Verbot des Anbaus gentechnisch veränderter Pflanzen ein. Er fordert zudem eine Einschränkung von Antibiotika in der Tiermast sowie eine Reduzierung des Einsatzes von Pestiziden in der Landwirtschaft. Den im Bundestagswahlkampf 2013 geforderten Veggie-Day lehnte er ab; vielmehr müssten die Strukturen der Agrarindustrie verändert werden.
Hofreiter setzt sich stark für eine Agrarwende ein. Da in Deutschland für die Fleischherstellung nicht genügend Futtermittel angebaut werden, muss vor allem das Futtermittel in Form von Gen-Soja importiert werden. Diese Sojabohnen stammen zumeist aus Südamerika. Hofreiter kritisiert scharf, dass die dort vorherrschenden kleinbäuerlichen Strukturen durch die europäische Agrar- und Handelspolitik zerstört werden, da diese mit den ausländischen Großunternehmen nicht mehr mithalten können. Hofreiter äußerte sich in einem Interview über „Die Blutspur des Sojas“: „Wir bräuchten eine Agrarwende weg von Quantität, stärker hin zu Qualität.“
Sein wichtigstes politisches Ziel ist dabei der Schutz der Umwelt vor Zerstörung unter dem Motto „Packen wir’s an!“. Umweltschutz ist für Anton Hofreiter Politik der Gerechtigkeit zum Schutz der Menschen mit niedrigen Einkommen.
Im Juni 2016 hat Anton Hofreiter sein Buch „Fleischfabrik Deutschland: Wie die Massentierhaltung unsere Lebensgrundlagen zerstört und was wir dagegen tun können“ veröffentlicht. Er fordert eine Reduzierung von Plastikmüll, ist für verbindliche Regelungen für die Industrie und schlug eine Zwangsabgabe von 20 Cent für Plastiktüten vor. Er warnt zudem vor den Folgen des Klimawandels und fordert weitreichende nationale und internationale Maßnahmen, um die Klimaziele zu erreichen.

### Agrarpolitische Positionen
In einem Interview mit der agrarzeitung vom 13. März 2025 äußerte sich Hofreiter als Vorsitzender des Ausschusses für die Angelegenheiten der Europäischen Union zu seinen Vorstellungen einer künftigen Gemeinsamen Agrarpolitik (GAP). Er sprach sich für eine grundlegende Reform aus, die stärker auf Klimaresilienz und Bodenqualität ausgerichtet sein sollte.
Hofreiter befürwortete ein Punktesystem, das die Förderungen an den Humusgehalt der Böden koppelt. "Wir sollten die Grundprämie runterfahren und den Anteil, wie viel Humus im Boden ist oder wie gut man mit dem Humus umgeht, höher bewerten", erklärte er. Dieses System soll Landwirte belohnen, die ihre Böden nachhaltig bewirtschaften und somit besser gegen Klimaschwankungen gewappnet sind.
Zur Integration der Ukraine in den europäischen Agrarmarkt vertrat Hofreiter eine klare Position: „Für die großen ukrainischen Betriebe kann es keine Flächenprämie geben.“ Er begründete dies mit den strukturellen Vorteilen der ukrainischen Landwirtschaft, die über hervorragende Böden und große Flächen verfügt.
Hofreiter sprach sich für größere, genossenschaftliche Strukturen aus: „Größere Betriebe mit einem Geschäftsführer, wo jeder auch mal in den Urlaub gehen kann. Gerne drei, vier. Auch ein anderes Modell. [...] Gerne auch ein Modell, wo sich vier oder fünf Familien zusammentun, dass jeder mal in den Urlaub fahren kann.“
Beim Thema Bürokratieabbau fordert Hofreiter einen systematischen Ansatz mit einer genauen Analyse jedes einzelnen Gesetzes unter Einbeziehung aller Betroffenen. Als Beispiel nannte er die erfolgreiche Deregulierung bei Photovoltaik- und Windkraftanlagen.
Zur Marktmacht im Lebensmittelhandel schlug Hofreiter vor, Landwirten in gewissem Umfang Preisabsprachen zu gestatten, um ihre Position gegenüber den dominierenden vier Einzelhandelsketten (Lidl, Aldi, Edeka und Rewe) zu stärken. Er verglich die Situation der Landwirte mit der von Arbeitnehmern gegenüber Arbeitgebern.
Hofreiter kritisierte zudem einen mangelnden Innovationsmut in Europa, besonders im Vergleich zur technologisch weiter fortgeschrittenen Landwirtschaft in Südamerika. Er plädierte für mehr Offenheit gegenüber modernen Technologien und wandte sich gegen „nostalgische“ Haltungen in der Agrarpolitik und äußerte die Sorge, dass Deutschland zu einem Technikmuseum werde.

### Verkehrspolitik

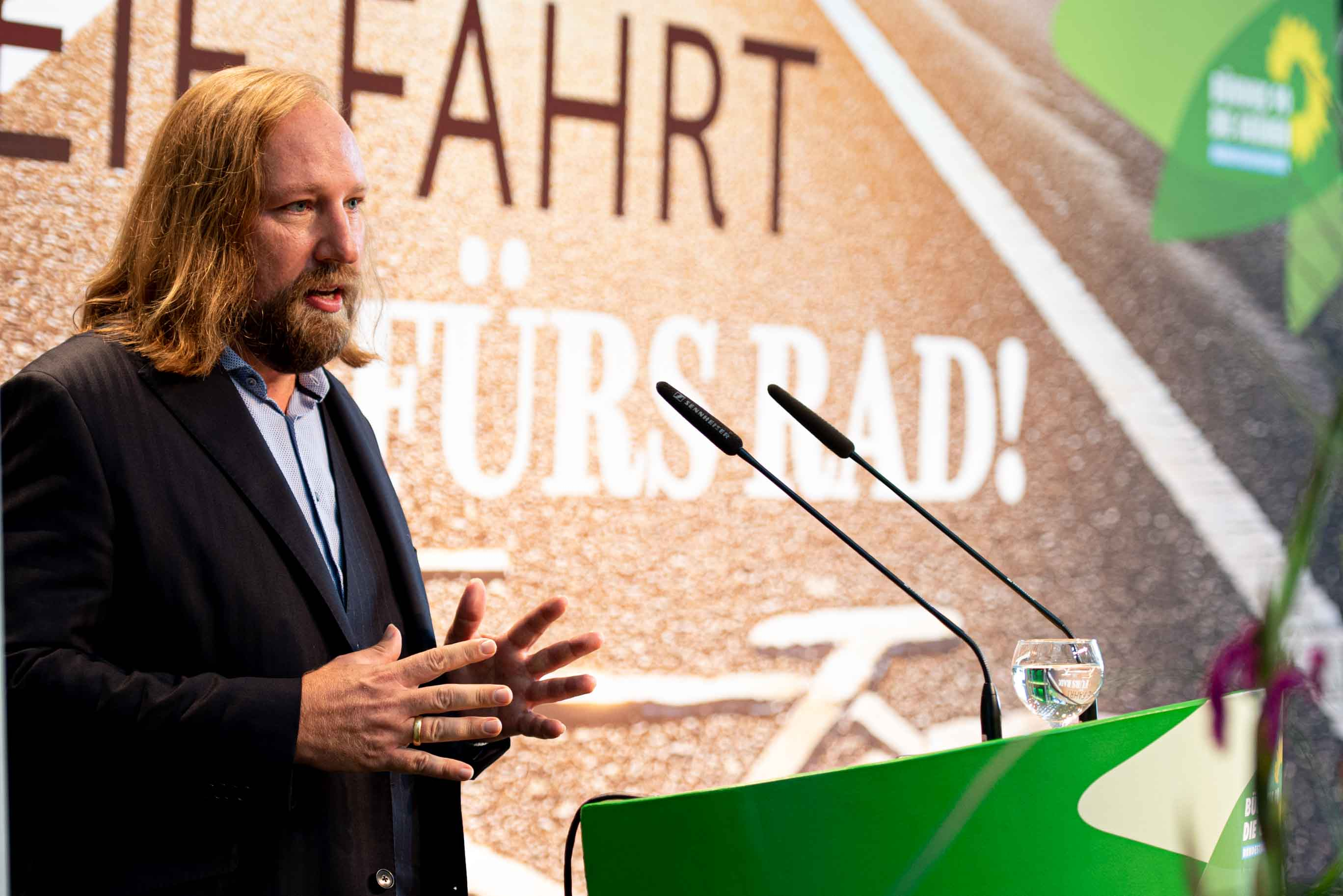
Anton Hofreiter, 2019

Hofreiter lehnt die vom seinerzeitigen Bundesverkehrsminister Alexander Dobrindt vorgeschlagene Pkw-Maut für Ausländer ab. Er hält die geplante Maut für nicht mit dem EU-Recht konform, für ungerecht und unökologisch. Er setzt sich für eine Stärkung des Schienenverkehrs und gegen eine vollständige Privatisierung des Schienennetzes ein. Für Bundesautobahnen fordert er ein generelles Tempolimit.

### Wirtschaftspolitik
Die transatlantischen Handelsabkommen TTIP und CETA lehnt er in ihrer jetzigen Form ab. Er befürchtet eine Absenkung von Verbraucherstandards und die Aushöhlung der Rechtsstaatlichkeit durch internationale Schiedsgerichte. Er ist ein Gegner von öffentlich-privaten Partnerschaften (ÖPP) und kritisiert diese als intransparent und zu teuer.

### Steuerpolitik
Hofreiter tritt für eine Vermögenssteuer ein. Diese sieht er als richtiges Instrument, um den Zusammenhalt der Gesellschaft zu stärken. Ein gerechtes Steuersystem sei nach Hofreiter ein kleiner Baustein, um damit dem Eindruck, das „reichste eine Prozent der Gesellschaft“ entzöge sich ihrer Verantwortung, entgegenzuwirken.

### Innenpolitik
In der Diskussion um das Verhältnis von Sicherheit und Freiheit lehnt er eine anlasslose Vorratsdatenspeicherung ab. Diese schränke grundlegende Freiheitsrechte ein. Er setzt sich für die Liberalisierung des Cannabis-Konsums ein.

### Außen-, Europa- und Sicherheitspolitik
Zur Lösung internationaler Konflikte setzt er sich für einen stärkeren Fokus auf Krisenprävention, Diplomatie und Entwicklungszusammenarbeit ein. Waffenlieferungen an die ukrainische Armee lehnte er im Jahr 2015 noch ab. In Bezug auf die andauernde Krise in Griechenland fordert er sozial gerechte Änderungen des Rettungsprogramms, eine Besteuerung von Vermögenden und die Eindämmung der Korruption. Ein Plädoyer Hofreiters für mehr Europa veröffentlichte zeit.de am 26. Juli 2015.
Hofreiter sagte Ende 2022, es sei geopolitisch geboten, „mit dem Colt auf dem Tisch zu verhandeln“. Wenn etwa ein Land sich weigere, seltene Erden an Deutschland zu liefern, so könne man diesem Land mit dem Stopp von Nahrungsmittelexporten drohen. Ohne seltene Erden komme man einige Wochen aus, aber nicht ohne Nahrung. Hofreiter sieht die Ukraine zwar in der EU, plädiert aber für Ausschlüsse bei der Teilhabe am EU-Budget.

### Russischer Überfall auf die Ukraine
Hofreiter, in der 20. Legislaturperiode (seit der Bundestagswahl 2021) Vorsitzender des Europa-Ausschusses im Bundestag, bekräftigte am 10. April 2022, er teile die Kritik, dass Deutschland nach dem völkerrechtswidrigen Angriff Russlands auf die Ukraine bislang zu wenige Waffen an die Ukraine geliefert und das Land zu spät unterstützt habe. Hofreiter, der im April 2022 gemeinsam mit anderen Parlamentariern selbst in die Ukraine reiste, fordert dringend, der Ukraine Schützenpanzer vom Typ Marder zu liefern. Er schlug vor, 20 bis 30 funktionsfähige Marder-Schützenpanzer aus Bundeswehr-Beständen zu liefern und von bei der Rheinmetall AG stehenden 70 ausgemusterten Panzern diese Anzahl innerhalb weniger Wochen ertüchtigen und aufarbeiten zu lassen. Um die Ukraine „so zu unterstützen, dass sie den Krieg gewinnen wird“ befürwortet Hofreiter, „Taurus“-Marschflugkörper an die Ukraine zu liefern.
Hofreiter plädierte am 24. Mai 2024 dafür, die Ukraine nicht länger davon abzuhalten, mit westlichen Waffen auch russisches Territorium anzugreifen. „Es geht hier um den Schutz der ukrainischen Bevölkerung. Daher sollten wir die Ukraine nicht daran hindern, mit den gelieferten Waffen russische Kampfjets auch im russischen Luftraum abzuwehren“, sagte der Vorsitzende des Europaausschusses im Bundestag den Zeitungen der Funke-Mediengruppe. „Das Völkerrecht erlaubt es einem angegriffenen Staat, militärische Ziele im Land des Aggressors zu attackieren.“
Die russische Armee beschießt Tag und Nacht vom eigenen Staatsgebiet aus die ukrainische Millionenstadt Charkiw, auch mit Gleitbomben, die nur 40 Sekunden bis zum Einschlag brauchen. 
Die New York Times hatte zuvor berichtet, dass US-Außenminister Antony Blinken dafür werben will, der Ukraine Angriffe gegen russisches Gebiet mit US-Waffen zu ermöglichen. Blinken wolle US-Präsident Biden zu einer Aufhebung der Einschränkungen bewegen.

## Mitgliedschaften
Hofreiter ist Mitglied beim ökologischen Verkehrsclub VCD, der Gewerkschaft Ver.di, bei den Naturfreunden, beim BUND, beim Landesbund für Vogel- und Naturschutz und im Verein zum Schutz der Bergwelt.
Im 19. Deutschen Bundestag war Hofreiter stellvertretendes Mitglied im Vermittlungsausschuss.

## Privates
Hofreiter ist verheiratet, seine Frau und er wurden 2021 Eltern eines Sohnes. Der Biologe Michael Hofreiter ist ein Bruder Anton Hofreiters. Hofreiter malt in seiner Freizeit. Er veröffentlichte 2019 im Magazin der Süddeutschen Zeitung Tuschebilder gefährdeter Alpenblumen. Im Jahre 2021 waren seine Bilder in einer Ausstellung in Berlin zu sehen. Hofreiter ist aus der katholischen Kirche ausgetreten.

## Auszeichnungen
- Verdienstorden der Ukraine III. Klasse (2024)[62]